# Bronisław Jahn
Bronisław Jahn (ur. 10 lipca 1901 w Janowie, zm. wiosną 1940 w Charkowie) – polski urzędnik kolejowy, podporucznik rezerwy piechoty Wojska Polskiego, ofiara zbrodni katyńskiej.

## Życiorys

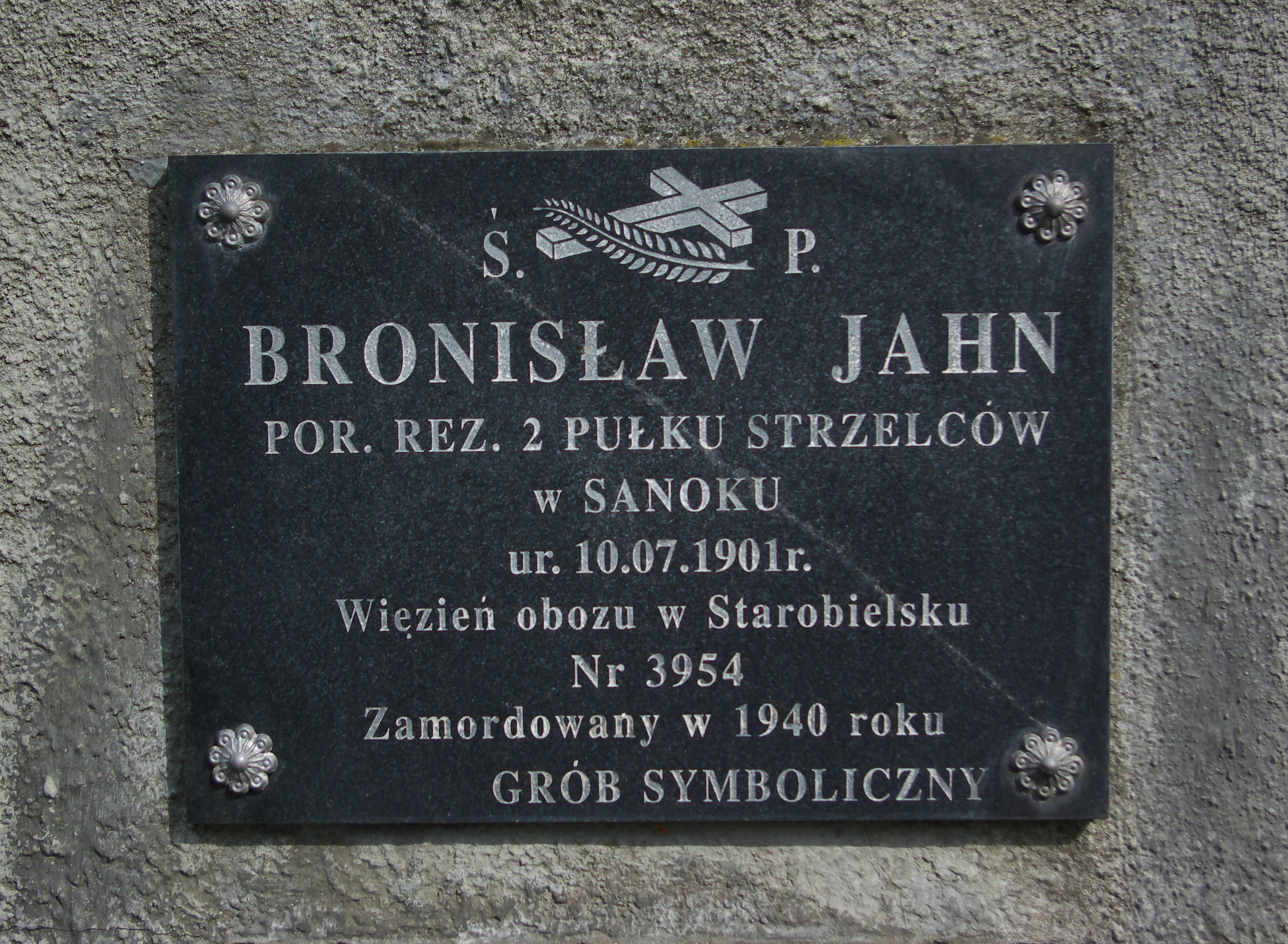
Tablica symboliczna na grobowcu rodzinnym Jahnów w Sanoku.

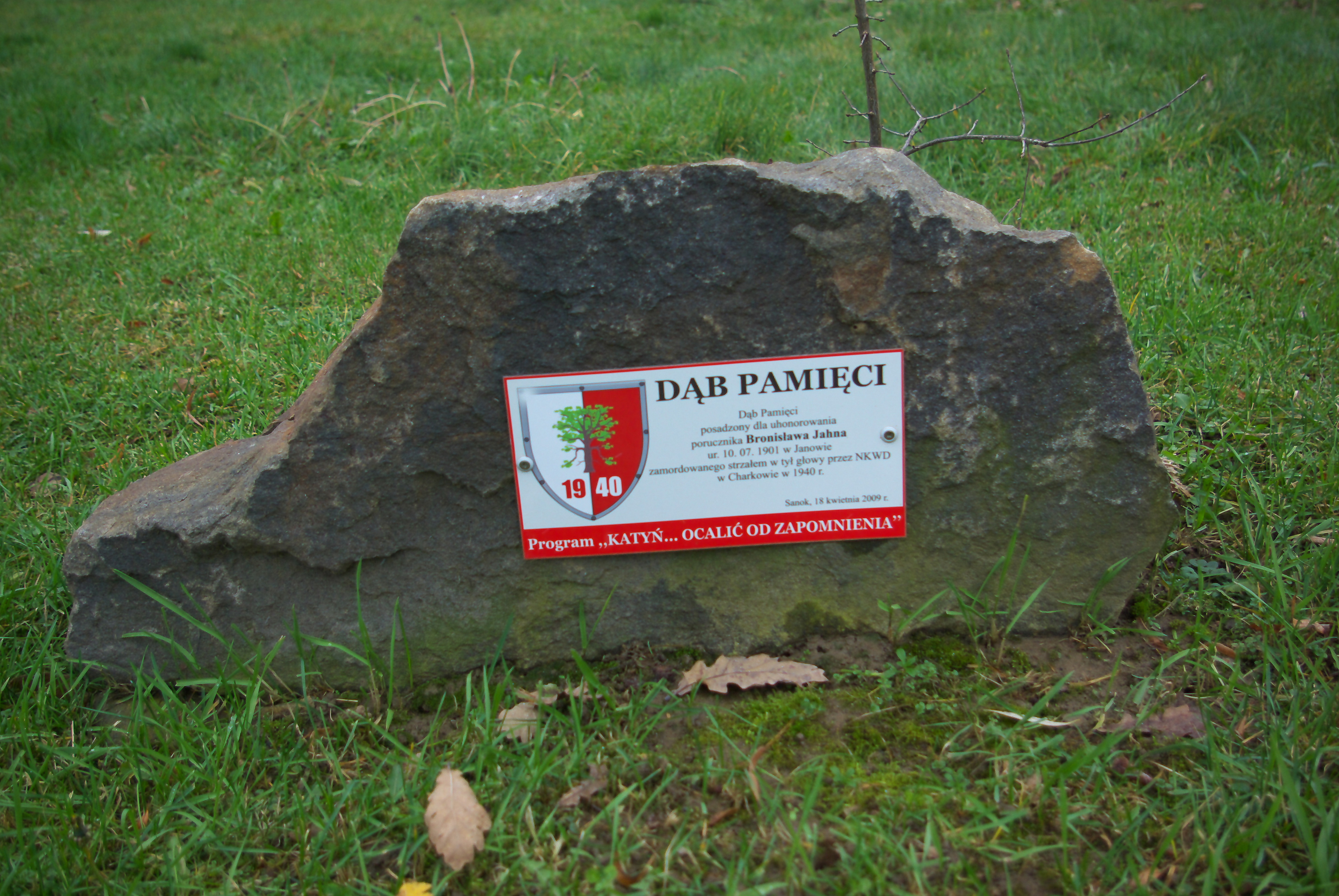
Kamień przy Dębie Pamięci honorującym Bronisława Jahna w Sanoku.

Bronisław Stanisław Jahn urodził się 10 lipca 1901 w Janowie (obecnie Dołyna w obwodzie tarnopolskim na Ukrainie), jako syn Franciszka i Wiktorii z domu Wierzbieniec.  W 1919 zdał egzamin dojrzałości w Gimnazjum Państwowym w Stryju. Powołany do Wojska Polskiego został absolwentem Szkoły Podchorążych Rezerwy Piechoty Okręgu Korpusu Nr X w Dębicy. W 1920 został przydzielony do 47 pułku piechoty, następnie do 53 pułku piechoty w Stryju oraz do kompanii specjalnej 50 pułku piechoty w Kowlu. W 1924 został przeniesiony do rezerwy. Został mianowany na stopień podporucznika rezerwy piechoty ze starszeństwem z dniem 1 lipca 1925. Na przełomie lat 20./30. był oficerem rezerwowym 50 pułku piechoty, gdzie odbywał ćwiczenia. W 1934 pozostawał wówczas w ewidencji Powiatowej Komendy Uzupełnień Warszawa Miasto III.
W międzyczasie podjął pracę w funkcji starszego asystenta w Wydziale Osobowym Ministerstwa Komunikacji. 22 czerwca 1929 w kościele Przemienienia Pańskiego w Sanoku poślubił Kazimierę Janinę Korczyńską, adoptowaną przez rodzinę Kielar (1906–1993, przedwojenna absolwentka Studium Nauczycielskiego i Instytutu Sztuki Muzycznej w Krakowie, malarka mająca wystawy na Placu Szczepańskim), z którą miał dwóch synów: Jerzego (ur. 1932) i Wojciecha (1937–1994, inżynier, także malarz). W 1935 został zatrudniony przez Dyrekcję Kolei Państwowych Lwowie i objął stanowisko adiunkta w podsanockim Zagórzu. W powiązaniu z tym pozostając w wojskowej randze porucznika rezerwy został przeniesiony z 50 pułku piechoty do garnizonującego w Sanoku 2 pułku Strzelców Podhalańskich i w 1938 osiadł w tym mieście.
Tuż przed wybuchem II wojny światowej, 27 sierpnia 1939 został zmobilizowany w stopniu podporucznika. Brak jest informacji dotyczących jego dalszych losów w okresie kampanii wrześniowej i agresji ZSRR na Polskę oraz okoliczności jego aresztowania przez Sowietów. Małżonka Bronisława Jahna otrzymała dwukrotne informacje od życzliwych osób informujące, iż mąż przebywa w obozie w Starobielsku. Ponadto Kazimiera Jahn otrzymała list nadany przez męża Bronisława, napisany w Wigilię, 24 grudnia 1939 (przed wojną oraz w tym czasie zamieszkiwała w domu Jana Kielara przy ulicy Królewskiej 19 w Sanoku). Był przetrzymywany w obozie starobielskim z numerem 3954. Wiosną 1940 wraz z jeńcami osadzonymi w Starobielsku został przewieziony do Charkowa i rozstrzelany przez funkcjonariuszy Obwodowego Zarządu NKWD w Charkowie oraz pracowników NKWD przybyłych z Moskwy na mocy decyzji Biura Politycznego KC WKP(b) z 5 marca 1940 (część zbrodni katyńskiej). Pogrzebano go potajemnie w bezimiennej mogile zbiorowej w Piatichatkach, gdzie od 17 czerwca 2000 mieści się oficjalnie Cmentarz Ofiar Totalitaryzmu w Charkowie. 
W 1947 przed Sądem Grodzkim w Sanoku, na wniosek Kazimiery Jahnowej, zamieszkałej w Sanoku przy ul. Królewskiej 19, toczyło się postępowanie sądowe o uznanie za zmarłego (dosł.) Bronisława Stanisława Jahna. W późniejszych latach Kazimiera Jahn była pod nazwiskiem Kielar. Zarówno żona Kazimiera jak i ich syn Wojciech, do późnych lat życia amatorsko zajmowali się malarstwem artystycznym (należeli do założonego w 1975 przez Wojciecha Klubu Plastyka w Sanoku).

## Upamiętnienie
5 października 2007 minister obrony narodowej Aleksander Szczygło mianował go pośmiertnie na stopień porucznika. Awans został ogłoszony 9 listopada 2007 w Warszawie, w trakcie uroczystości „Katyń Pamiętamy – Uczcijmy Pamięć Bohaterów”.
18 kwietnia 2009, w ramach akcji „Katyń... pamiętamy” / „Katyń... Ocalić od zapomnienia”, w tzw. Alei Katyńskiej na Cmentarzu Centralnym w Sanoku zostało zasadzonych 21 Dębów Pamięci, w tym upamiętniający Bronisława Jahna (zasadzenia dokonał starosta sanocki, Wacław Krawczyk).
Bronisław Jahn został upamiętniony symboliczną tabliczką na grobowcu rodzinnym w części przy ulicy Jana Matejki Cmentarza Centralnego w Sanoku.